# Flughafen Swansea

i7
i11
i13
Der Swansea Airport (walisisch Maes Awyr Abertawe; auch: Fairwood Common Airfield, IATA-Code: SWS, ICAO-Code: EGFH) ist ein Flughafen westlich 10 km von Swansea in Wales liegt auf 91 m Seehöhe in der Mitte von Fairwood Common auf der Gower-Halbinsel.

## Flughafendaten
Der Flughafen hat eine Betonpiste mit 1351 m Länge und 46 m Breite und eine Asphaltpiste mit 857 m Länge und 46 m Breite. Im Zweiten Weltkrieg und bis 1965 hatte der Flughafen eine dritte Piste  15/33 mit  1234 m Länge und 46 m Breite.

## Geschichte
Der Flughafen wurde am 15. Juni 1941 als RAF Fairwood Common eröffnet. Von hier aus wurden mindestens 66 Staffeln eingesetzt. Fairwood Common blieb ab Ende der 1940er Jahre weitgehend inaktiv und sah einer ungewissen Zukunft entgegen, obwohl die Swansea and District Flying School and Club den Flugplatz ab 1949 nutzte. Während dieser Zeit organisierte der Club Flugshows, Flugrennen und Motorsportveranstaltungen. Erst 1957 wurde der Flugplatz offiziell als Swansea Airport eröffnet.
Im Jahr 1957 wurde vom County Borough of Swansea das Gelände an Cambrian Airways übergeben, welche Linienflüge nach Jersey und Guernsey durchführte. Morton Air Services führte eine Route nach London Gatwick durch. Allerdings wurden ab 1969 alle Linienflüge eingestellt und in den 1970er und 1980er Jahren gab es auf dem Flugplatz nur begrenzte Privat- und Charterflüge. HeliAir Wales zog in den 1990er Jahren nach Fairwood Common und bot dort Hubschrauberschulungen an.
Fairwood Common ist jedoch seit 2016 weiterhin aktiv und für Flüge der Allgemeinen Luftfahrt und Charterflüge geöffnet.
Nach 20 Jahren ohne Linienflüge war im März 2023 die Route Swansea – Exeter geplant. Aber das Projekt scheiterte.

## Flugbetrieb
Nach 1945 führten die Fluggesellschaften Air Anglia, Air Wales, Autair, Cambrian Airways,  Dan Air, Derby Airways, Morton Air Services, Skyways Linienflüge durch.